# Дагмил, Генри
Генри Дагмил (англ. Henry Dagmil; род. 7 декабря 1981, Tampakan, СОККСКСАРХЕН) — филиппинский легкоатлет, специалист по прыжкам в длину. Выступал за сборную Филиппин по лёгкой атлетике в 2003—2015 годах, трёхкратный чемпион Игр Юго-Восточной Азии, победитель и призёр ряда крупных международных турниров, участник летних Олимпийских игр в Пекине.

## Биография
Генри Дагмил родился 7 декабря 1981 года в барангае Мальтана муниципалитета Тампакан провинции Южный Котабато, Филиппины.
Впервые заявил о себе в лёгкой атлетике на международном уровне в сезоне 2003 года, когда в составе филиппинской сборной выступил на домашнем чемпионате Азии в Маниле и на Играх Юго-Восточной Азии в Ханое, где в зачёте прыжков в длину стал шестым.
В 2004 году в той же дисциплине одержал победу на чемпионате Филиппин в Маниле.
В 2005 году защитил звание чемпиона Филиппин, занял пятое место на чемпионате Азии в Инчхоне. На домашних Играх Юго-Восточной Азии в Маниле дважды поднимался на пьедестал почёта: превзошёл всех соперников в прыжках в длину и вместе с соотечественниками стал серебряным призёром в эстафете 4×100 метров.
В 2006 году в третий раз подряд стал чемпионом Филиппин в прыжках в длину, был пятым на Азиатских играх в Дохе.
На Играх Юго-Восточной Азии в Накхонратчасиме был лучшим в своей дисциплине.
В 2008 году на международном старте в Лос-Анджелесе установил свой личный рекорд в прыжках в длину — 7,99 метра. Благодаря череде успешных выступлений удостоился права защищать честь страны на летних Олимпийских играх в Пекине — здесь в ходе предварительного квалификационного этапа прыгнул на 7,58 метра, чего оказалось недостаточно для выхода в полуфинальную стадию соревнований.
В 2009 году на чемпионате мира в Берлине провалил все три свои попытки в прыжках в длину, не показав никакого результата, тогда как на Играх Юго-Восточной Азии во Вьентьяне взял бронзу.
В 2010 году среди прочего был шестым на Азиатских играх в Гуанчжоу.
В 2011 году выступил на чемпионате мира в Тэгу, получил серебро на Играх Юго-Восточной Азии в Индонезии.
В 2013 году занял 11-е место на чемпионате Азии в Пуне, победил на Играх Юго-Восточной Азии в Нейпьидо.
В 2014 году был шестым на чемпионате Азии в помещении в Ханчжоу, показал 11-й результат на Азиатских играх в Инчхоне.
На Играх Юго-Восточной Азии 2015 года в Сингапуре с результатом 7,28 стал в прыжках в длину шестым. По окончании сезона завершил спортивную карьеру.